# Urîci, Skole
Urîci (în ucraineană Урич) este un sat în comuna Pidhorodți din raionul Skole, regiunea Liov, Ucraina.

## Demografie
Componența lingvistică a localității Urîci
     Ucraineană (99,67%)
     Alte limbi (0,33%)
Conform recensământului din 2001, majoritatea populației localității Urîci era vorbitoare de ucraineană (99,67%), existând în minoritate și vorbitori de alte limbi.